# Chaca
Chaca Gray, 1831 è un genere di pesci ossei d'acqua dolce appartenenti all'ordine Siluriformes. È l'unico genere della famiglia Chacidae.

## Descrizione

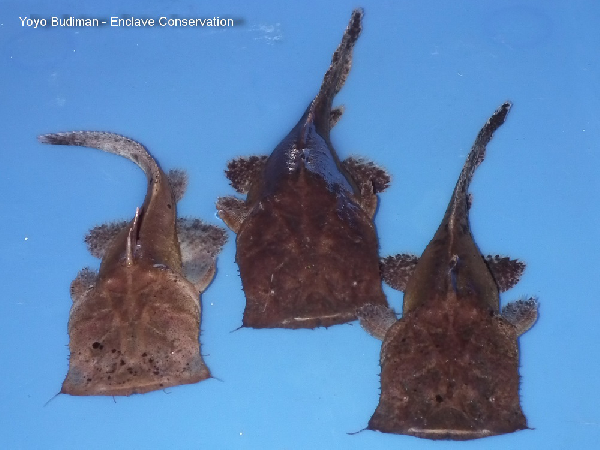
Individui giovanili

Questi Siluriformes hanno un aspetto molto caratteristico con testa molto grande e schiacciata, bocca molto ampia che si apre frontalmente, occhi piccoli e parte posteriore del corpo appiattita lateralmente. Una pinna dorsale breve (la pinna adiposa è fusa con la pinna caudale. Pinne pettorali con una spina robusta e seghettata. Pinne ventrali ampie. Pinna caudale arrotondata che continua sulla parte posteriore del dorso.
La misura massima è di 24 cm.

## Biologia
Sono predatori all'agguato che passano il tempo infossati nel fango. Pare che attraggano le prede con i barbigli.

## Distribuzione e habitat
Questa famiglia è endemica dell'Asia meridionale tropicale tra l'India e il Borneo.

## Tassonomia

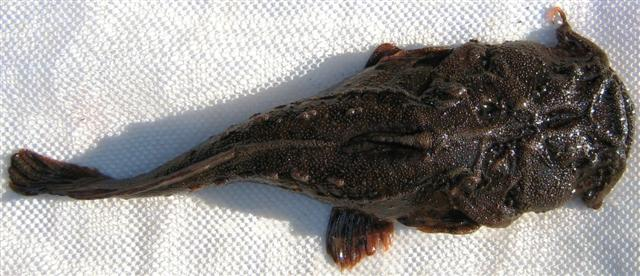
Chaca chaca

Il genere Chaca comprende le seguenti specie:
- Chaca bankanensis
- Chaca burmensis
- Chaca chaca
- Chaca serica[2]